# Llista d'asteroides/161401-161500
| Nom      | Designació provisional | Data de descobriment   | Lloc de descobriment | Descobridor/s |
| -------- | ---------------------- | ---------------------- | -------------------- | ------------- |
| 161401 - | 2003 UT166             | 21 d'octubre de 2003   | Kitt Peak            | Spacewatch    |
| 161402 - | 2003 UP168             | 22 d'octubre de 2003   | Socorro              | LINEAR        |
| 161403 - | 2003 UH181             | 21 d'octubre de 2003   | Socorro              | LINEAR        |
| 161404 - | 2003 UD190             | 22 d'octubre de 2003   | Kitt Peak            | Spacewatch    |
| 161405 - | 2003 UF202             | 21 d'octubre de 2003   | Socorro              | LINEAR        |
| 161406 - | 2003 UJ202             | 21 d'octubre de 2003   | Socorro              | LINEAR        |
| 161407 - | 2003 UB213             | 23 d'octubre de 2003   | Kitt Peak            | Spacewatch    |
| 161408 - | 2003 UC213             | 23 d'octubre de 2003   | Kitt Peak            | Spacewatch    |
| 161409 - | 2003 UG234             | 24 d'octubre de 2003   | Socorro              | LINEAR        |
| 161410 - | 2003 UP237             | 23 d'octubre de 2003   | Kitt Peak            | Spacewatch    |
| 161411 - | 2003 UD238             | 23 d'octubre de 2003   | Haleakala            | NEAT          |
| 161412 - | 2003 UW245             | 24 d'octubre de 2003   | Socorro              | LINEAR        |
| 161413 - | 2003 UG246             | 24 d'octubre de 2003   | Socorro              | LINEAR        |
| 161414 - | 2003 UD253             | 27 d'octubre de 2003   | Socorro              | LINEAR        |
| 161415 - | 2003 UM253             | 22 d'octubre de 2003   | Palomar              | NEAT          |
| 161416 - | 2003 UU254             | 24 d'octubre de 2003   | Socorro              | LINEAR        |
| 161417 - | 2003 UJ264             | 27 d'octubre de 2003   | Socorro              | LINEAR        |
| 161418 - | 2003 UL267             | 28 d'octubre de 2003   | Socorro              | LINEAR        |
| 161419 - | 2003 UL276             | 29 d'octubre de 2003   | Socorro              | LINEAR        |
| 161420 - | 2003 UM276             | 29 d'octubre de 2003   | Socorro              | LINEAR        |
| 161421 - | 2003 WC6               | 18 de novembre de 2003 | Palomar              | NEAT          |
| 161422 - | 2003 WK17              | 18 de novembre de 2003 | Palomar              | NEAT          |
| 161423 - | 2003 WE26              | 18 de novembre de 2003 | Goodricke-Pigott     | R. A. Tucker  |
| 161424 - | 2003 WC39              | 19 de novembre de 2003 | Kitt Peak            | Spacewatch    |
| 161425 - | 2003 WC41              | 19 de novembre de 2003 | Kitt Peak            | Spacewatch    |
| 161426 - | 2003 WN42              | 19 de novembre de 2003 | Palomar              | NEAT          |
| 161427 - | 2003 WC55              | 20 de novembre de 2003 | Socorro              | LINEAR        |
| 161428 - | 2003 WD57              | 18 de novembre de 2003 | Palomar              | NEAT          |
| 161429 - | 2003 WY72              | 20 de novembre de 2003 | Socorro              | LINEAR        |
| 161430 - | 2003 WP81              | 18 de novembre de 2003 | Socorro              | LINEAR        |
| 161431 - | 2003 WG83              | 20 de novembre de 2003 | Socorro              | LINEAR        |
| 161432 - | 2003 WN83              | 20 de novembre de 2003 | Socorro              | LINEAR        |
| 161433 - | 2003 WY100             | 21 de novembre de 2003 | Catalina             | CSS           |
| 161434 - | 2003 WT133             | 21 de novembre de 2003 | Socorro              | LINEAR        |
| 161435 - | 2003 WB150             | 24 de novembre de 2003 | Anderson Mesa        | LONEOS        |
| 161436 - | 2003 WL159             | 29 de novembre de 2003 | Socorro              | LINEAR        |
| 161437 - | 2003 WJ170             | 20 de novembre de 2003 | Palomar              | NEAT          |
| 161438 - | 2003 WY170             | 21 de novembre de 2003 | Palomar              | NEAT          |
| 161439 - | 2003 WM171             | 23 de novembre de 2003 | Anderson Mesa        | LONEOS        |
| 161440 - | 2003 WA172             | 29 de novembre de 2003 | Socorro              | LINEAR        |
| 161441 - | 2003 XV9               | 4 de desembre de 2003  | Socorro              | LINEAR        |
| 161442 - | 2003 YU14              | 17 de desembre de 2003 | Socorro              | LINEAR        |
| 161443 - | 2003 YK26              | 18 de desembre de 2003 | Socorro              | LINEAR        |
| 161444 - | 2003 YX32              | 16 de desembre de 2003 | Kitt Peak            | Spacewatch    |
| 161445 - | 2003 YN45              | 17 de desembre de 2003 | Socorro              | LINEAR        |
| 161446 - | 2003 YM46              | 17 de desembre de 2003 | Socorro              | LINEAR        |
| 161447 - | 2003 YF47              | 17 de desembre de 2003 | Kitt Peak            | Spacewatch    |
| 161448 - | 2003 YK63              | 19 de desembre de 2003 | Socorro              | LINEAR        |
| 161449 - | 2003 YX91              | 21 de desembre de 2003 | Kitt Peak            | Spacewatch    |
| 161450 - | 2003 YK103             | 20 de desembre de 2003 | Socorro              | LINEAR        |
| 161451 - | 2003 YM119             | 27 de desembre de 2003 | Socorro              | LINEAR        |
| 161452 - | 2003 YJ139             | 28 de desembre de 2003 | Socorro              | LINEAR        |
| 161453 - | 2003 YE158             | 17 de desembre de 2003 | Socorro              | LINEAR        |
| 161454 - | 2003 YD180             | 18 de desembre de 2003 | Kitt Peak            | Spacewatch    |
| 161455 - | 2004 AR                | 12 de gener de 2004    | Palomar              | NEAT          |
| 161456 - | 2004 AH26              | 13 de gener de 2004    | Palomar              | NEAT          |
| 161457 - | 2004 BV                | 16 de gener de 2004    | Kitt Peak            | Spacewatch    |
| 161458 - | 2004 BP2               | 16 de gener de 2004    | Palomar              | NEAT          |
| 161459 - | 2004 BQ22              | 17 de gener de 2004    | Kitt Peak            | Spacewatch    |
| 161460 - | 2004 BU44              | 21 de gener de 2004    | Socorro              | LINEAR        |
| 161461 - | 2004 BS56              | 23 de gener de 2004    | Anderson Mesa        | LONEOS        |
| 161462 - | 2004 BE116             | 26 de gener de 2004    | Anderson Mesa        | LONEOS        |
| 161463 - | 2004 CY1               | 12 de febrer de 2004   | Palomar              | NEAT          |
| 161464 - | 2004 CE35              | 10 de febrer de 2004   | Palomar              | NEAT          |
| 161465 - | 2004 CY70              | 12 de febrer de 2004   | Kitt Peak            | Spacewatch    |
| 161466 - | 2004 CA83              | 12 de febrer de 2004   | Kitt Peak            | Spacewatch    |
| 161467 - | 2004 DY17              | 18 de febrer de 2004   | Socorro              | LINEAR        |
| 161468 - | 2004 DE31              | 17 de febrer de 2004   | Socorro              | LINEAR        |
| 161469 - | 2004 EC79              | 15 de març de 2004     | Kitt Peak            | Spacewatch    |
| 161470 - | 2004 EV80              | 15 de març de 2004     | Socorro              | LINEAR        |
| 161471 - | 2004 FE12              | 16 de març de 2004     | Socorro              | LINEAR        |
| 161472 - | 2004 FG20              | 16 de març de 2004     | Socorro              | LINEAR        |
| 161473 - | 2004 FC40              | 18 de març de 2004     | Socorro              | LINEAR        |
| 161474 - | 2004 FE40              | 18 de març de 2004     | Socorro              | LINEAR        |
| 161475 - | 2004 FY92              | 19 de març de 2004     | Socorro              | LINEAR        |
| 161476 - | 2004 FS96              | 23 de març de 2004     | Socorro              | LINEAR        |
| 161477 - | 2004 FJ160             | 18 de març de 2004     | Socorro              | LINEAR        |
| 161478 - | 2004 GX25              | 14 d'abril de 2004     | Kitt Peak            | Spacewatch    |
| 161479 - | 2004 GU27              | 15 d'abril de 2004     | Palomar              | NEAT          |
| 161480 - | 2004 GX38              | 15 d'abril de 2004     | Anderson Mesa        | LONEOS        |
| 161481 - | 2004 GQ60              | 14 d'abril de 2004     | Kitt Peak            | Spacewatch    |
| 161482 - | 2004 GL61              | 13 d'abril de 2004     | Kitt Peak            | Spacewatch    |
| 161483 - | 2004 GA87              | 14 d'abril de 2004     | Siding Spring        | SSS           |
| 161484 - | 2004 HU42              | 20 d'abril de 2004     | Socorro              | LINEAR        |
| 161485 - | 2004 HZ47              | 22 d'abril de 2004     | Siding Spring        | SSS           |
| 161486 - | 2004 HE52              | 24 d'abril de 2004     | Kitt Peak            | Spacewatch    |
| 161487 - | 2004 JO15              | 10 de maig de 2004     | Palomar              | NEAT          |
| 161488 - | 2004 JC18              | 13 de maig de 2004     | Anderson Mesa        | LONEOS        |
| 161489 - | 2004 KN6               | 18 de maig de 2004     | Socorro              | LINEAR        |
| 161490 - | 2004 KY7               | 19 de maig de 2004     | Needville            | Needville     |
| 161491 - | 2004 KJ10              | 20 de maig de 2004     | Siding Spring        | SSS           |
| 161492 - | 2004 LG2               | 10 de juny de 2004     | Reedy Creek          | J. Broughton  |
| 161493 - | 2004 LL6               | 9 de juny de 2004      | Siding Spring        | SSS           |
| 161494 - | 2004 LN14              | 11 de juny de 2004     | Socorro              | LINEAR        |
| 161495 - | 2004 MA1               | 16 de juny de 2004     | Socorro              | LINEAR        |
| 161496 - | 2004 NY                | 7 de juliol de 2004    | Campo Imperatore     | CINEOS        |
| 161497 - | 2004 NY32              | 11 de juliol de 2004   | Socorro              | LINEAR        |
| 161498 - | 2004 PT69              | 7 d'agost de 2004      | Palomar              | NEAT          |
| 161499 - | 2004 PE82              | 10 d'agost de 2004     | Socorro              | LINEAR        |
| 161500 - | 2004 RW13              | 6 de setembre de 2004  | Siding Spring        | SSS           |